# بخش شاهنجرین
بخش شاهنجرین، یکی از بخش‌های شهرستان درگزین در استان همدان ایران است. مرکز این بخش، شهر شاهنجرین است.

## تقسیمات کشوری
- بخش شاهنجرین
  - دهستان درگزین شرقی
  - دهستان درگزین علیا

شهر: کرفس و شاهنجرین

## جمعیت
بر پایه سرشماری عمومی نفوس و مسکن در سال ۱۳۹۵، جمعیت بخش شاهنجرین برابر با ۱۴٬۳۹۲ نفر بوده است.